# 내시원
내시원(內侍院)은 고려 시대 근시문무관(近侍文武官)들이 소속된 관청을 일컫는 말이다.

## 개설
고려 초기 개경에 인질로 와있던 지방 호족들의 자제들이 4대 광종대에 시작되어 5대 성종대에 정착된 과거에 합격하면서 중앙관직에 진출 점차 11대 문종에 이르러 내시원으로 완비된 것으로 보인다.

## 이칭
그들은 후대 조선의 내시들과 구분하기 위해 내직(內直)이라는 이칭으로 불린다.

## 인원 및 활동
내시원은 고려 초에는 20여 명에 불과하였으나 5대 성종대에 과거제가 시행된 직후 11대 문종대에 이르러 100명에 이르렀다. 그들은 문무관별로 50여 명씩 2조로 나뉘었다.
문관은 종묘 제사의 제반의식 집행 및 국왕의 어가호송, 유교 경전 강의, 국왕의 부재시 국정사(國政事)를 담당하였으며 한림원출신이 많으나 음서로 뽑는 경우도 많다.
무관은 국왕의 신변경호 및 침전숙위(宿衛), 어가 호위, 국왕의 부재시 군정사(軍政事)를 담당하였다. 무관들 중 명문자제들 중에 뽑는 경우가 있으며 주로 음서로 뽑는 경우가 많다.

## 역사
고려 초기, 중기까지 막강한 정치적인 영향력을 행사하였으나 19대 의종 때에 액정국(掖庭局) 내료 환관 정함의 참소로 내시원에 소속된 낭중 정서가 귀양을 가면서 액정국에게 그 주도권을 빼앗겼다.
이후 고려 말기에 이르러 내시원의 영향력은 점차 약화되었으나 안향의 개혁으로 어느정도 세력을 회복하다가 고려의 멸망과 함께 다시 쇠퇴하였다.
이후 조선이 건국되자 원간섭기에 힘을 키운 액정국이 내시부(內侍府)로 바뀌면서 세종 27년(1445)에 내직원(內直院)으로 바뀌었으며 세조 12년(1466)에 충의위(忠義衛). 충찬위(忠贊衛)로 나누어 졌으며 내직원에 소속된 문관들 중 일부가 승정원(丞政院)에 흡수되면서 조선 시대에 이르러 승정원, 충의위, 충찬위가 내직원의 임무를 대신하게 되었다.
| “ | 의정부에서 이조의 정문에 의거에 아뢰기를 내시원은 내시부와 이름이 같습니다. 청하건데 내시원을 내직원으로 고치고자 합니다."하니 그대로 따랐다. 議政府據吏曹呈啓 內侍院與內侍府 名號相同 請改內侍院爲內直院 從之 | ” |
|   | — 세종실록 권제108,10장 뒤쪽, 세종27년 4월27일(경오) |   |